# Magyar Statisztikai Társaság
A Magyar Statisztikai Társaság (rövidítve MST) a statisztika elméleti és gyakorlati fejlesztését célul tűző civil szervezet. Jogelődje az 1922 és 1949 között azonos néven működött társaság, valamint a Magyar Közgazdasági Társaság Statisztikai Szakosztálya.

## Története
Az önálló statisztikai tudományos társaság létrehozásának gondolata már a 19. század második felében felmerült, de a magyar statisztikusok 1894-től a Magyar Közgazdasági Társaság kebelében fejtették ki tevékenységüket. Az MST 1922. június 22-én alakult meg az első tizenhat tag (Földes Béla, Vargha Gyula, Thirring Gusztáv, Teleszky János, Fellner Frigyes, Buday László, Szabóky Alajos, Kovács Alajos, Balás Károly, Bud János, Kenéz Béla, Kováts Ferenc, Laky Dezső, Illyefalvi Vitéz Géza, Bozóky Ferenc és Schneller Károly) megválasztásával, „a magyar közállapotok statisztikai úton való feltárásának, tanulmányozásának és úgy az országban, mint külföldön való ismertetésének előmozdítása” céljából. A maximális taglétszámot százhúsz főben határozták meg; a megválasztás feltételéül szabták a tudományos munkát, és a tagoknak kötelező volt székfoglaló előadást tartaniuk. A társaság ülésein, vándorgyűlésein 1948-ig kétszáznegyvenegy előadás hangzott el, amelyeket a Magyar Statisztikai Szemle, valamint a szervezet saját folyóirata, az 1923-tól franciául, 1932 után németül, angolul és olaszul megjelent Journal de la Société Hongroise de Statistique és A Magyar Statisztikai Társaság kiadványai című könyvsorozata közölt. 1936-tól a társaság szervezeti keretein belül működött a Nemzetközi Népességtudományi Unió magyarországi csoportja. 1943-ban életre hívta a Keleti Károly-emlékérmet.
Miután az államhatalom 1949-ben megszüntette az MST-t, egy évtizedet kellett várni az intézményesülési lehetőségre. Erre az 1959 decemberében újjáalakult Magyar Közgazdasági Társaság keretein belül került sor 1960. január 14-én, szakosztályi formában. A statisztikai szakosztályban az 1960-as évektől kezdődően sorra jöttek létre a szakcsoportok, szekciók, amelyek vándorgyűléseiken, ülésszakjaikon élénk szakmai tevékenységet fejtettek ki.
Az MST a rendszerváltás után, 1990. március 3-án önállósodott ismét. A két világháború között létezett elődszervezettel ellentétben a tagságot nem kötötték feltételekhez. A társaság nemzetközi partnerszervezetei közé tartozik a Nemzeti Statisztikai Társaságok Európai Szövetsége (Federation of European National Statistical Societies, FenSTATs) és a Nemzetközi Statisztikai Intézet (International Statistical Institute, ISI). A társaság kiemelkedő munkát végző tagjai számára 1994 óta Keleti Károly-emlékérmet adományoz, a fiatal statisztikusokat pedig 2004 óta Keleti Károly-pályadíjjal segíti.

## Szakosztályai
- Demográfiai Szakosztály (1988)
- Gazdaságstatisztikai Szakosztály (1968)
- Közigazgatási, Igazságügyi és Jogi Informatikai szakosztály (1990)
- Nemzetközi Statisztikai Szakosztály (1967)
- Statisztikaoktatási Szakosztály (2005)
- Statisztikatörténeti Szakosztály (1963)
- Társadalomstatisztikai Szakosztály (1988)
- Területi Statisztikai Szakosztály (1966)

## Örökös tagjai

### Örökös tiszteletbeli elnökök
- Kovács Tibor
- Kőszeginé Kalas Mária
- Kupcsik József
- Szilágyi György

### Örökös tiszteletbeli főtitkár
- Laczka Éva

### Örökös tagok
- Balogh Károly
- Barabás Miklós
- Besenyei Lajos
- Éltető Ödön
- Gyulay Ferenc
- Hoóz István
- Horváth Róbert
- Hunyadi László
- Katona Tamás
- Kerékgyártó Györgyné
- Kovács Tibor
- Kőszeginé Kalas Mária
- Köves Pál
- Kupcsik József
- Marton Ádám
- Mód Aladárné
- Novák Zoltán
- Nyitrai Ferencné
- Oros Iván
- Probáld Ákos
- Rónai András
- Sántha Józsefné
- Schmidt Ádám
- Snyder Árpád
- Turáni József
- Vavró István
- Végvári Jenő
- Vincze István
- Vita László
- Vukovich György